# Tongli (köpinghuvudort i Kina, Jiangsu Sheng, lat 31,16, long 120,71)
Tongli (kinesiska: 同里镇) är en köpinghuvudort i Kina. Den ligger i provinsen Jiangsu, i den östra delen av landet, omkring 210 kilometer sydost om provinshuvudstaden Nanjing. Antalet invånare är 50 455. Befolkningen består av 24 671 kvinnor och 25 784 män. Barn under 15 år utgör 7,0 %, vuxna 15-64 år 78 %, och äldre över 65 år 13,0 %.
Runt Tongli är det tätbefolkat, med 947 invånare per kvadratkilometer. Närmaste större samhälle är Suzhou, 19,4 km nordväst om Tongli. Trakten runt Tongli består till största delen av jordbruksmark.
Genomsnittlig årsnederbörd är 1 661 millimeter. Den regnigaste månaden är juni, med i genomsnitt 221 mm nederbörd, och den torraste är december, med 59 mm nederbörd.